# لم يسبق لي أبدا (مسلسل تلفزيوني)
لم يسبق لي أبداً هو مسلسل تلفزيوني أميركي كوميديا دراما من بطولة مايتري راماكريشنان وتأليف ميندي كالينغ ووانج فيشر. المسلسل يستند بشكل جزئي على حياة ميندي كالينغ ، والتي نشأت في منطقة بوسطن. تم عرضه لأول مرة على Netflix في 27 أبريل 2020 ، وهو يدور حول طالبة أمريكية هندية في المدرسة الثانوية تتعامل مع وفاة والدها. وتلقت السلسلة آراءً إيجابيةً.
تم وصف المسلسل بأنه لحظة فاصلة لتمثيل جنوب آسيا في هوليوود ، وقد تم الإشادة به لكسر القوالب النمطية الآسيوية.

## القصة
تدور القصة حول ديفي فيشواكومار ( مايتري راماكريشنان )، وهي فتاة تبلغ من العمر 15 عامًا من شيرمان أوكس ، كاليفورنيا. بعد سنة دراسية مريعة، تريد ديفي تغيير وضعها الاجتماعي، لكن الأصدقاء والعائلة والمشاعر لا تجعل هذا التغيير سهلاً.
بعد وفاة والد ديفي، موهان ( سينديل رامامورثي )، تفقد ديفي القدرة على استخدام ساقيها لمدة ثلاثة أشهر. في العام التالي، تحاول ديفي التعامل مع حزنها وهويتها الهندية وحياتها المدرسية، كما تكافح مع علاقتها مع والدتها ، ناليني ( Poorna Jagannathan )، ابنة عمها الجميلة، كامالا ( ريشا مورجاني )، أفضل صديقاتها ، إليانور ( رامونا يونغ ) و فابيولا (لي رودريغيز) ، الفتى المعجبة به في المدرسة الثانوية ، باكستون ( دارين بارنت ) ، وعدوها، بن (جارين لويسون).
راوي المسلسل هو لاعب التنس المحترف جون ماكنرو، وفي إحدى الحلقات كان أندي سامبرغ الراوي وفي إحدى حلقات الجزء الثاني كانت جيجي حديد الراوي

## طاقم التمثيل

### بطولة
- مايتري راماكريشنان مثلت دور ديفي فيشواكومار ، طالبة في المدرسة الثانوية تبلغ من العمر 15 عامًا وترغب في تحسين حياتها [11]
- Poorna Jagannathan مثلت دور الدكتورة ناليني فيشواكومار ، والدة ديفي
- ريشا مورجاني مثلت دور كامالا ، ابنة عم ديفي. تقيم مع عائلتها إلى حين إكمالها لدرجة الدكتوراه في Caltech.
- لي رودريغيز لعبت دور فابيولا توريس، أفضل صديقات ديفي.
- رامونا يونغ في دور إليانور وونغ، أفضل صديقات ديفي.
- جارين لويسون في دور بن غروس ، طالب في المدرسة الثانوية وعدو ديفي في المدرسة
- دارين بارنت لعب دور باكستون هول-يوشيدا ، وهو طالب في المدرسة الثانوية يبلغ من العمر 16 عامًا وهو الفتى الذي تُعجب به ديفي.[12][13]
- جون ماكنرو هو نفسه ، راوي المسلسل [14]

### بالإضافة إلى
- نيسي ناش في دور الدكتورة جيمي ريان ، معالجة ديفي [11]
- Sendhil Ramamurthy مثل دور موهان فيشواكومار ، والد ديفي
- إيدي ليو مثل ستيف، صديق كامالا
- كريستينا كارتشنر مثلت دور ايفي
- بنيامين نوريس لعب دور ترينت هاريسون، صديق باكستون
- دينو بيتريرا مثل دور جوناه شارب، وهو صبي مثلي الجنس
- جاي سوه بارك بدور جويس وونغ، والدة إليانور
- آدم شابيرو في دور السيد شابيرو، مدرس التاريخ
- Cocoa Brown
- مارتن مارتينيز مثل دور أوليفر مارتينيز ، صديق إليانور
- جاك سيفور ماكدونالد في دور إريك بيركنز ، طالب غير محبوب
- ليلي دي مور بدور ريبيكا ، أخت باكستون
- حنا شتاين مثلت دور شيرا ، صديقة بن
- أنجيلا كينزي بدور فيفيان ، والدة بن
- مايكل Badalucco مثل هوارد ، والد بن
- دونا بيروني بدور باتي ، مدبرة منزل بن
- دانا فون مثلت دور ماركوس جونز ، صديقة باكستون
- أيتانا ريناب بدور زوي ميتاج ، صديقة شيرا

## إنتاج

### تصوير
تم تصوير المسلسل في عام 2019 ، مع انتهاء الإنتاج في 31 أكتوبر 2019.

## روابط خارجية
- لم يسبق لي أبدا على موقع IMDb (الإنجليزية)
- لم يسبق لي أبدا على موقع روتن توميتوز (الإنجليزية)
- لم يسبق لي أبدا على موقع نتفليكس (الإنجليزية)
- لم يسبق لي أبدا على موقع كينوبويسك (الروسية)
- لم يسبق لي أبدا على موقع ألو سيني (الفرنسية)
- لم يسبق لي أبدا على موقع قاعدة بيانات الفيلم (الإنجليزية)